# Сон, Эдуард Васильевич
Эдуард Васильевич Сон (18 августа 1964, Караганда, Казахская ССР, СССР) — советский и казахстанский футболист, нападающий и полузащитник.

## Биография
Начал заниматься футболом в группе подготовки карагандинского «Шахтёра» у Серика Бердалина, с 1979 года учился в спортинтернате в Алма-Ате.
В 1980 году был приглашён в «Кайрат», первые три сезона играл в дубле, с 1983—1985 годах выступал за основной состав 31 игры, забил 2 гола.
Выступал за юношеские и молодежную сборные СССР с 1980 по 1985 годы.
Армейскую службу проходил в 1986—1987 годах в смоленской «Искре». Сначала играл в 1-й лиге, затем — во 2-й.
В 1987 году, после кубкового матча против никопольского «Колоса», решил принять предложение днепропетровского «Днепра». В новом клубе Сон рассчитывал на место нападающего, но из-за высокой конкуренции был переведен Кучеревским на место левого полузащитника. В первом сезоне за новый клуб сыграл 29 матчей забил 8 мячей.
В команде провёл 4 сезона, стал чемпионом и обладателем Кубка СССР, играл в еврокубках. В сезоне 1990 года стал лучшим бомбардиром клуба, забив 10 мячей (23 матча)
В 1991 году уехал во Францию, где выступал за команду второго дивизиона «Газелек». С французским клубом был заключен контракт на 4 года. В первом сезоне получил травму крестообразных связок и мениска. Более полугода лечился, из игры выбыл на 9 месяцев. После такой серьёзной травмы клуб хотел расторгнуть со ним контракт, но Сон упорным трудом доказал свою необходимость команде.
Во второй сезон стал лучшим бомбардиром команды. Однако клуб потерял профессиональный статус (вылетел из 2-й лиги), что стало причиной разрыва контракта. Вскоре принял предложение клуба 3-й лиги «Перпиньян». В составе новой команды занял 1-е место в лиге и стал лучшим бомбардиром с 14 мячами. Сон рассчитывал продлить контракт ещё на два года, но по возвращении из отпуска оказалось, что у «Перпиньяна» бюджет не позволяет держать команду во втором дивизионе. На снижение зарплаты Сон не согласился и клуб расстался с нападающим.
Пытался устроиться в Израиле, но довольно скоро вернулся во Францию. После встречи с президентом любительского клуба «Роан», принял приглашение выступать за эту команду. До 1998 играл за «Роан», параллельно занимаясь бизнесом.
По состоянию на 2000 год проживал в Роане, был владельцем фирмы в текстильной промышленности.

## Семья
С женой Мариной познакомился в Смоленске. Старший сын — Евгений (1989 г. р., назван в честь бывшего тренера «Днепра» Евгения Кучеревского), младший — Андрей (1993 г. р.).

## Достижения
- Чемпионат СССР:

Чемпион: 1988
Серебряный призёр: 1989
- Обладатель Кубка СССР: 1988/89
- Обладатель Кубка сезона СССР: 1989
- Обладатель Кубка Федерации футбола СССР: 1989